# Lutjanus vivanus
Lutjanus vivanus là một loài cá biển thuộc chi Lutjanus trong họ Cá hồng. Loài này được mô tả lần đầu tiên vào năm 1828.

## Từ nguyên
Từ định danh vivanus bắt nguồn từ tên thường gọi trong tiếng Pháp của loài cá hồng này, vivaneau và vivanet (có lẽ từ vivax, nghĩa là “sống động”), tại Martinique, nơi mà mẫu định danh được thu thập.

## Phân bố và môi trường sống
L. vivanus có phân bố rộng rãi dọc Tây Đại Tây Dương, từ Bermuda và bang North Carolina (Hoa Kỳ) trải dài qua vịnh México và biển Caribe, dọc theo bờ biển Nam Mỹ đến bang São Paulo (Brasil), bao gồm đảo Trindade xa bờ.
L. vivanus trưởng thành thường sống ở rìa thềm lục địa và hải đảo (dưới 200 m), di chuyển lên vùng nước nông hơn vào ban đêm, được tìm thấy ở độ sâu độ sâu khoảng 9–450 m; cá con thừng thấy ở vùng nước tương đối nông (từ 12 đến 40 m, cũng có thể sâu hơn).

## Mô tả
Chiều dài cơ thể lớn nhất được ghi nhận ở L. vivanus là 84 cm, thường bắt gặp với chiều dài trung bình khoảng 50 cm.
Loài này màu đỏ hồng, nhạt hơn và ánh bạc ở thân dưới và bụng. Thân đôi khi có các vạch đỏ và trắng xen kẽ, cũng như những sọc vàng rất mảnh. Mống mắt màu vàng tươi. Các vây chủ yếu là màu đỏ, riêng vây lưng và vây hậu môn có vài chỗ vàng, còn vây ngực phớt vàng; rìa sau của vây đuôi có khi viền đỏ đậm hoặc sẫm đen. Cá con (dưới 25 cm chiều dài tiêu chuẩn) thường có đốm đen (có khi đỏ) ở thân sau, bên dưới phần trước của vây lưng mềm.
Số gai ở vây lưng: 10; Số tia vây ở vây lưng: 13–14; Số gai ở vây hậu môn: 3; Số tia vây ở vây hậu môn: 7–8; Số tia vây ở vây ngực: 16–18; Số vảy đường bên: 47–50.

## Sinh thái

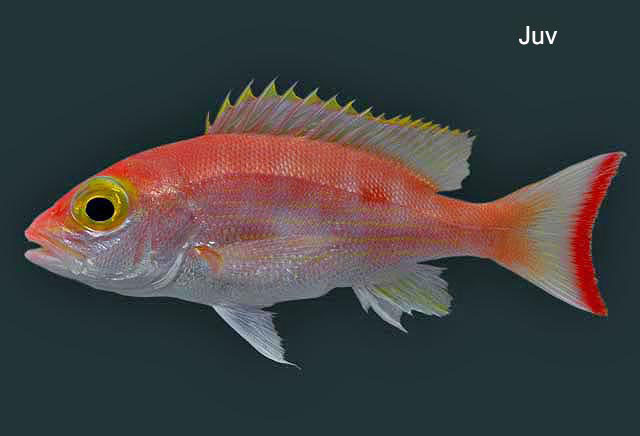
Cá con

### Thức ăn
Thức ăn của L. vivanus bao gồm cá nhỏ và nhiều loài thủy sinh không xương sống khác như sống đuôi, giáp xác, chân bụng và chân đầu.

### Sinh sản
Ở Jamaica, L. vivanus sinh sản quanh năm, nhưng đỉnh điểm là vào khoảng tháng 3–tháng 5 và tháng 8–tháng 9, còn ở Đông Venezuela, chúng cũng sinh sản đỉnh điểm vào 2 giai đoạn, là tháng 5–tháng 6 và tháng 8–tháng 11.

### Tuổi đời
Tuổi lớn nhất mà L. vivanus đạt được tính đến hiện tại là 29 năm, được ghi nhận ở vịnh México.

## Giá trị
L. vivanus được đánh bắt trong các nghề cá thủ công và thương mại, và là mục tiêu được nhắm đến như ở México. Tuy nhiên loài náy có thể gây ngộ độc ciguatera.